# Rio Jauaru
Rio Jauaru är ett vattendrag i Brasilien.   Det ligger i delstaten Pará, i den centrala delen av landet, 1 700 km norr om huvudstaden Brasília.
Trakten runt Rio Jauaru består huvudsakligen av våtmarker. Runt Rio Jauaru är det mycket glesbefolkat, med 2 invånare per kvadratkilometer.